# Polkville (Mississipi)
Polkville és una població dels Estats Units a l'estat de Mississipi. Segons el cens del 2000 tenia 132 habitants.

## Demografia
Segons el cens del 2000, Polkville tenia 132 habitants, 51 habitatges, i 39 famílies. La densitat de població era de 22 habitants per km².
Dels 51 habitatges en un 31,4% hi vivien nens de menys de 18 anys, en un 70,6% hi vivien parelles casades, en un 3,9% dones solteres, i en un 23,5% no eren unitats familiars. En el 21,6% dels habitatges hi vivien persones soles el 9,8% de les quals corresponia a persones de 65 anys o més que vivien soles. El nombre mitjà de persones vivint en cada habitatge era de 2,59 i el nombre mitjà de persones que vivien en cada família era de 3,03.
Per edats la població es repartia de la següent manera: un 25% tenia menys de 18 anys, un 6,1% entre 18 i 24, un 31,1% entre 25 i 44, un 21,2% de 45 a 60 i un 16,7% 65 anys o més.
L'edat mediana era de 40 anys. Per cada 100 dones de 18 o més anys hi havia 106,3 homes.
La renda mediana per habitatge era de 39.375 $ i la renda mediana per família de 48.750 $. Els homes tenien una renda mediana de 35.625 $ mentre que les dones 16.250 $. La renda per capita de la població era de 18.056 $. Entorn del 2,8% de les famílies i el 6,3% de la població estaven per davall del llindar de pobresa.

## Poblacions més properes
El següent diagrama mostra les poblacions més properes.